# At Long Last Love
At Long Last Love is een Amerikaanse muziekfilm uit 1975 onder regie van Peter Bogdanovich.

## Verhaal
De miljonair Michael O. Pritchard leert op een feestje de aantrekkelijke zangeres Kitty O'Kelly kennen. Hij laat meteen zijn oog op haar vallen. Intussen ontmoet de arme Brooke Carter de rijke gokker John Spanish en ook zij worden verliefd. De beide stellen treffen elkaar en raken bevriend. Hun vriendschap wordt op de proef gesteld, wanneer Brooke verliefd wordt op de bediende van Michael.

## Rolverdeling
| Acteur             | Personage                    |
| ------------------ | ---------------------------- |
| Burt Reynolds      | Michael Oliver Pritchard III |
| Cybill Shepherd    | Brooke Carter                |
| Madeline Kahn      | Kitty O'Kelly                |
| Duilio Del Prete   | Johnny Spanish               |
| Eileen Brennan     | Elizabeth                    |
| John Hillerman     | Rodney James                 |
| Mildred Natwick    | Mabel Pritchard              |
| Quinn K. Redeker   | Vriendje van Kitty           |
| J. Edward McKinley | Billings                     |
| John Stephenson    | Abbott                       |
| Peter Dane         | Williams                     |
| William Paterson   | Murray                       |
| Lester Dorr        | Portier                      |
| Liam Dunn          | Harry                        |
| Elvin Moon         | Liftbediende                 |